# Поршур (Граховський район)
Поршу́р (рос. Поршур) — присілок в Граховському районі Удмуртії, Росія.

## Населення
Населення — 123 особи (2010; 175 у 2002).
Національний склад станом на 2002 рік:
- удмурти — 82 %

## Господарство
На північній околиці присілка встановлено обеліск воїнам, що загинули в роки Другої світової війни.

## Урбаноніми[4]
- вулиці — Бабаєва, Тимофеєва